# Lijst van programma's van 24Kitchen
Dit is een lijst van programma's die werden of worden uitgezonden door de Nederlandse televisiezender 24Kitchen. 
De jaartallen geven aan wanneer het programma bij de zender te zien was/is. Een programma kan daarvoor en/of daarna ook bij een andere zender of omroep te zien zijn geweest.
Legenda

## Programma's
| Programma                                | Land                | Jaar       | Producent       | Presentatie |
| ---------------------------------------- | ------------------- | ---------- | --------------- | --- |
| 24Kitchen Food Truck Challenge           | Nederland           | 2014-heden | FOX             | Miljuschka Witzenhausen, Hugo Kennis, Kee Huidekoper                                                                   |
| Anthony Bourdain: The Layover            | Verenigde Staten    | 2015-heden | Fremantle Media | Anthony Bourdain |
| Casa Caminita                            | Nederland           | 2015-heden | FOX             | Giovanni Caminita |
| Cucina Moderna: Roberta's Italië         | Nederland           | 2015-heden | FOX             | Roberta Pagnier |
| De Makkelijke Maaltijd                   | Nederland           | 2011-heden | FOX             | Rudolph van Veen, Hugo Kennis, Roberta Pagnier, Estée Strooker, Miljuschka Witzenhausen, Danny Jansen                  |
| East Bite West                           | Verenigd Koninkrijk | 2012-heden | FOX             | Chef Wan |
| Fairplate                                | Nederland           | 2013-heden | FOX             | Andy McDonald |
| Fast, Fresh, Simple                      | Australië           | 2012-heden | Fremantle Media | Donna Hay |
| First Aid Kitchen                        | Nederland           | 2012-heden | FOX             | Andy McDonald |
| Grenzeloos Koken                         | Nederland           | 2011-heden | FOX             | Andrea van Lieshout (Latijns-Amerika), Danny Jansen (Aziatisch), Giovanni Caminita (Italiaans), Mounir Toub (Arabisch) |
| Impress Your Friends                     | Nederland           | 2012-heden | FOX             | Angélique Schmeinck |
| Jamie & Jimmy's Food Fight Club          | Verenigd Koninkrijk | 2014-heden | Fremantle Media | Jamie Oliver |
| Jamie At Home                            | Verenigd Koninkrijk | 2012-heden | Fremantle Media | Jamie Oliver |
| Jamie's 15-Minute Meals                  | Verenigd Koninkrijk | 2013-heden | Fremantle Media | Jamie Oliver |
| Jamie's 30-Minute Meals                  | Verenigd Koninkrijk | 2015-heden | Fremantle Media | Jamie Oliver |
| Jamie's Chef                             | Verenigd Koninkrijk | 2013-heden | Fremantle Media | Jamie Oliver |
| Jamie's Comfort Food                     | Verenigd Koninkrijk | 2015-heden | Fremantle Media | Jamie Oliver |
| Jamie's Great Britain                    | Verenigd Koninkrijk | 2013-heden | Fremantle Media | Jamie Oliver |
| Jamie's Great Italian Escape             | Verenigd Koninkrijk | 2013-heden | Fremantle Media | Jamie Oliver |
| Jamie's Kitchen Australia                | Verenigd Koninkrijk | 2013-heden | Fremantle Media | Jamie Oliver |
| Jamie's Super Foods                      | Verenigd Koninkrijk | 2015-heden | Fremantle Media | Jamie Oliver |
| Lorraine Pascale: Home Cooking Made Easy | Verenigd Koninkrijk | 2015-heden | Fremantle Media | Lorraine Pascale |
| Martha Stewart Bakes                     | Verenigde Staten    | 2015-heden | Fremantle Media | Martha Stewart |
| No Reservations                          | Verenigde Staten    | 2011-heden | Fremantle Media | Anthony Bourdain |
| Rudolph's Bakery                         | Nederland           | 2011-heden | FOX             | Rudolph van Veen |
| Save With Jamie                          | Verenigd Koninkrijk | 2013-heden | Fremantle Media | Jamie Oliver |
| Sara's New Nordic Kitchen                | Finland             | 2015-heden | Aito media      | Sara La Fountain |
| Smaakpupillen                            | Nederland           | 2014-heden | FOX             | Hugo Kennis |
| Tales From The Bush Larder               | Nederland           | 2015-heden | FOX             | Kiran Jethwa |
| The Fearless Chef                        | Verenigd Koninkrijk | 2013-heden | FOX             | Kiran Jethwa |
| The Free Range Cook                      | Nieuw-Zeeland       | 2012-heden | Fremantle Media | Annabel Langbein |
| The Taste of Cooking                     | Nederland           | 2011-heden | FOX             | Angélique Schmeinck |
| The Taste of Life Basics                 | Nederland           | 2013-heden | FOX             | Rudolph van Veen |
| The Taste of Life Travel                 | Nederland           | 2011-heden | FOX             | Rudolph van Veen, Stella Gommans                                                                                       |
| The Wine Quest: Spain                    | Nederland           | 2013-heden | FOX             | Rudolph van Veen |
| Verstip                                  | Nederland           | 2011-heden | FOX             | Bianca Janssen |
| Vlaanderen Kookt                         | België              | 2013-heden | NJAM!           | Jan Buytaert |
| Vlees noch Vis                           | Nederland           | 2015-heden | FOX             | Estée Strooker |
| Wat Eten We Vandaag?                     | Nederland           | 2019-heden | FOX             | Jet van Nieuwkerk, Job & Perry, Hugo Kennis                                                                            |